# Coup de foudre en Andalousie
Pour plus de détails, voir Fiche technique et Distribution.
Coup de foudre en Andalousie est un téléfilm comico-romantique français réalisé par Stéphane Malhuret, diffusé le 14 octobre 2019 sur TF1. Il fait partie de la collection  Coup de foudre à .... Ce téléfilm a été tourné en Espagne.

## Synopsis
Claire se rend en Andalousie pour le mariage de sa sœur.

## Fiche technique
- Titre original : Coup de foudre en Andalousie
- Réalisation : Stéphane Malhuret
- Scénario : Anne-Charlotte Kassab et Alexandre Hoffman
- Décors : Valériane Friederich
- Photographie : Laurent Dhainaut
- Chorégraphe : Denitsa Ikonomova
- Son : Olivier Schwob
- Montage : Luciana Reali]
- Production : Mehdi Sabbar, Benjamin Dupont-Jubien et Michel Catz
- Sociétés de production : Big Band Story ; TF1 Productions (coproduction)
- Société de distribution : TF1 Diffusion
- Pays d'origine :  France
- Langues originales : français
- Format : couleur
- Genre : comédie romantique
- Durée : 90 minutes
- Dates de premières diffusions :
  - Belgique : 8 octobre 2019 sur La Une (RTBF)
  - Suisse : 8 octobre 2019 sur RTS Un
  - France : 14 octobre 2019 sur TF1
  - Italie: 8 juin 2025 sur Rai 4

## Distribution
- Agustín Galiana : Álvaro Los Montès
- Maud Baecker : Claire Denizot
- Constance Labbé : Laura Denizot
- Lola Casamayor : Carmen Los Montès
- Victoria Olloqui : Pilar Los Montès
- Rodolfo de Souza : Pedro Luis
- Rubén Molina : Juan Hernandez
- Nicolás Gaude : Pablo Nuñez
- Vincent Deniard : Erwan
- Alexis de Manresa : José
- Sauce Ena : Maria
- Théau Courtès : Le fournisseur
- Alexis Laurens : Danseur Flamenco

## Production

### Développement
Le téléfilm fait partie de la collection Coup de foudre à .... Les 4 premiers ont déjà été diffusés : Coup de foudre à Jaipur en 2016, Coup de foudre à Noël en 2017, Coup de foudre à Bora Bora et Coup de foudre sur un air de Noël en 2018. Les téléfilms n'ont aucun lien entre eux et sont interprétés à chaque fois par un duo d'acteurs principaux différents.

## Audience
| Date                                      | Nb de téléspectateurs | Part d'audience |
| ----------------------------------------- | --------------------- | --------------- |
| Lundi 14 octobre 2019 de 21 h 0 à 23 h 15 | 3 806 000             | 17,4 %          |